# Jozef Migaš
Jozef Migaš, né le 7 janvier 1954 à Pušovce (Slovaquie orientale), est un diplomate et homme politique slovaque qui est président du Conseil national (parlement unicaméral de la République slovaque) de 1998 à 2002, durant le gouvernement de Mikuláš Dzurinda, et à ce titre président de la République par intérim en 1998-1999.
Il est ambassadeur de Slovaquie à Kiev de 1995 à 1996 (premier conseiller depuis 1993), à Moscou (accrédité en Russie, Arménie et Azerbaïdjan) de 2009 à 2014 et à Minsk de 2016 à 2020.
Après avoir été membre du parti communiste de Slovaquie (sk) (Komunistická strana Slovenska, KSS), composante du parti communiste tchécoslovaque au pouvoir jusqu'en 1989, il a été en 1991 un des fondateurs du parti de la gauche démocratique (Strana demokratickej ľavice, SDĽ), qu'il préside de 1996 à 2001, intégré depuis 2004 au parti SMER – social-démocratie de Robert Fico.